# Tillandsia marconae
Tillandsia marconae är en gräsväxtart som beskrevs av Walter Till och Vitek. Tillandsia marconae ingår i släktet Tillandsia och familjen Bromeliaceae. Inga underarter finns listade i Catalogue of Life.